# Identitat dels quatre quadrats d'Euler
La identitat dels quatre quadrats d'Euler és una identitat vàlida en un anell commutatiu. Afirma que:
{\displaystyle (-aw+bx+cy+dz)^{2}+(ax+bw+cz-dy)^{2}+(ay-bz+cw+dx)^{2}+(az+by-cx+dw)^{2}=\,}
{\displaystyle a^{2}w^{2}+b^{2}w^{2}+c^{2}w^{2}+d^{2}w^{2}+a^{2}x^{2}+b^{2}x^{2}+c^{2}x^{2}+d^{2}x^{2}+a^{2}y^{2}+b^{2}y^{2}+c^{2}y^{2}+d^{2}y^{2}+a^{2}z^{2}+b^{2}z^{2}+c^{2}z^{2}+d^{2}z^{2}=\,}
{\displaystyle (a^{2}+b^{2}+c^{2}+d^{2})(w^{2}+x^{2}+y^{2}+z^{2})\,}
En particular, la identitat permet concloure que qualsevol nombre enter positiu es pot escriure com suma al més quatre quadrats si i només si cada primer pot ser escrit d'aquesta forma. Aquest resultat és atribuït a Lagrange.
Euler va escriure sobre aquesta identitat a Christian Goldbach en una carta datada el 4 de maig de 1748.